# Солигорское водохранилище
Солиго́рское водохрани́лище (бел. Саліго́рскае вадасхо́вішча) — водохранилище на реке Случь в Солигорском районе Минской области Беларуси. Располагается возле города Солигорск.
Водохранилище образовано в 1967 году для нужд предприятия «Беларуськалий» на месте болотного массива. В 2002 году на водохранилище была организована Солигорская ГЭС.
Площадь поверхности составляет 23,1 км². Длина — 24 км, наибольшая ширина — 2 км, длина береговой линии — 70 км. Наибольшая глубина — 4,5 м. Объём воды — 55,9 млн м³. Среднегодовой сток — 288 млн м³. Площадь водосбора — 1793 км². На западе впадает река Рутка.
Котловина сильно вытянута в направлении с северо-востока на юго-запад. Берега низкие, заболоченные; 40 % береговой линии укреплено дамбами и насыпями. Возле Солигорска высота берегов достигает 1-3 м. Водоём сильно зарастает, однако в нём и поныне водятся различные виды рыб.
Возле водохранилища обустроена зона отдыха.